# Rossön
Rossön ist eine Ortschaft (schwedisch tätort) in der schwedischen Provinz Jämtlands län und der historischen Provinz Ångermanland.
Der Ort Rossön liegt etwa 50 Kilometer in nordöstlicher Richtung vom Hauptort der Gemeinde Strömsund entfernt. In dem Ort, der etwa 350 Einwohner besitzt, befinden sich das Stenåldersmuseum und die  Bodums-Kirche. Der Bahnhof Rossön liegt an der Bahnstrecke Hoting–Forsmo, wird aber im regulären Personenverkehr nicht mehr bedient; der Länsveg 346 führt durch Rossön.
Rossön war bis 1951 Sitz der Gemeinde Bodum.